# Xestia cfuscum
Xestia cfuscum là một loài bướm đêm trong họ Noctuidae.